# Challenger de Kiev
El Kiev Open es un torneo profesional de tenis. Pertenece al ATP Challenger Series. Se juega desde el año 2021 sobre pistas de tierra batida, en Kiev, Ucrania.

## Palmarés

### Individuales
| Año  | Campeón          | Finalista      | Resultado |
| ---- | ---------------- | -------------- | --------- |
| 2021 | Franco Agamenone | Sebastián Báez | 7–5, 6–2  |

### Dobles
| Año  | Campeones                        | Finalistas                        | Resultado |
| ---- | -------------------------------- | --------------------------------- | --------- |
| 2021 | Orlando Luz Aleksandr Nedovyesov | Denys Molchanov Sergiy Stakhovsky | 6–4, 6–4  |